# 大ソマリア主義

「大ソマリア」と周囲の諸国

大ソマリア主義（だいソマリアしゅぎ、Pan-Somalism）とは、アフリカ北東部のソマリ人居住地域すべてを統合し、大ソマリア（Greater Somalia）を建設しようとする思想。オガデン戦争の原因ともなり、ソマリア及び近隣地域に混乱をもたらした。

## ソマリア分割とその後
19世紀後半のアフリカ分割において、ソマリ人居住地域はイタリア領ソマリランド（現在のソマリアの大半）、イギリス領ソマリランド（現在のソマリランドにほぼ相当）・フランス領アファル・イッサ（現在のジブチ）・エチオピア領オガデン（現在のソマリ州）・英領ケニア植民地（うち北東部）の五つに分割されていた。
その後、1950年に国際連合は旧イタリア領ソマリランドをイタリアに信託統治（イタリア信託統治領ソマリア）し、10年後の1960年に独立させることを明確に定めた。10年後の独立が確定した伊領ソマリアでは民族運動が高揚し、同民族の住む北の英領ソマリランドでも独立運動がおこった。両地域の独立運動は合同し、1960年のソマリア独立時には両地域が合併してソマリア共和国が成立した。この過程において、両地域のみならずすべてのソマリ人がソマリアの国の元に集結することが構想され、大ソマリア主義が誕生した。
ソマリア独立後、アデン・アブドラ・ウスマン初代大統領はソマリアをまとめるためナショナリズムを煽り、大ソマリア主義を掲げ、上記の三地域を併合しようと図ったため、ケニアやエチオピアとしばしば衝突した。
1967年の大統領選挙でウスマンが敗れアブディラシッド・アリー・シェルマルケが就任すると、大ソマリア主義を抑えて近隣各国との関係改善に努めたが、1969年シェルマルケが暗殺され、クーデターでシアド・バーレが大統領の座に就くと、再び大ソマリア主義が復活。国内改革が失敗し求心力が弱まると、よりいっそう大ソマリア主義を唱えるようになっていった。
1977年、エチオピアのソマリ人は大ソマリア主義によって分離運動を激化させ、1978年、ソマリア軍はエチオピア国内のソマリ人地域の併合を唱え、エチオピア南東部のオガデン地方へ侵攻する。オガデン戦争である。この戦争は長期化し、ソマリアにはエチオピアのソマリ人の難民が流れ込み、ソマリア経済は疲弊し、内戦が勃発。バーレ政権の弱体化により大ソマリア主義も沈静化し、1988年に停戦が成立した。

## 現状
2009年現在、ソマリアはバーレ政権崩壊後20年近くに及ぶ無政府状態が続いており、大ソマリア主義を唱える勢力は存在しない。旧ソマリア共和国の版図の統一すらできていない状態であり、近い未来において大ソマリア主義が復活する可能性はきわめて低い。
2012年にソマリア連邦共和国が設立された。